# ザ・ウッドランズ (テキサス州)

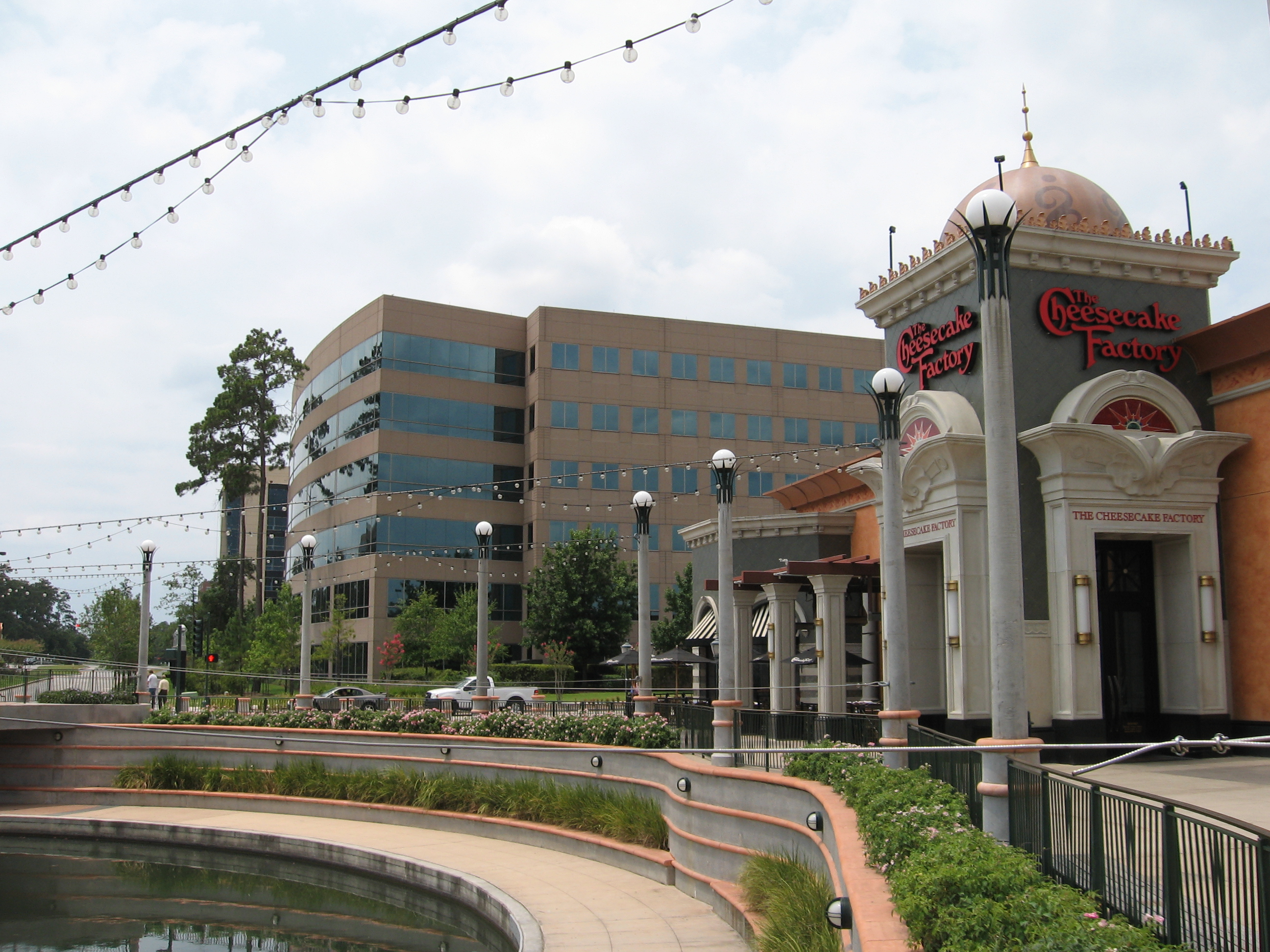
タウンセンター

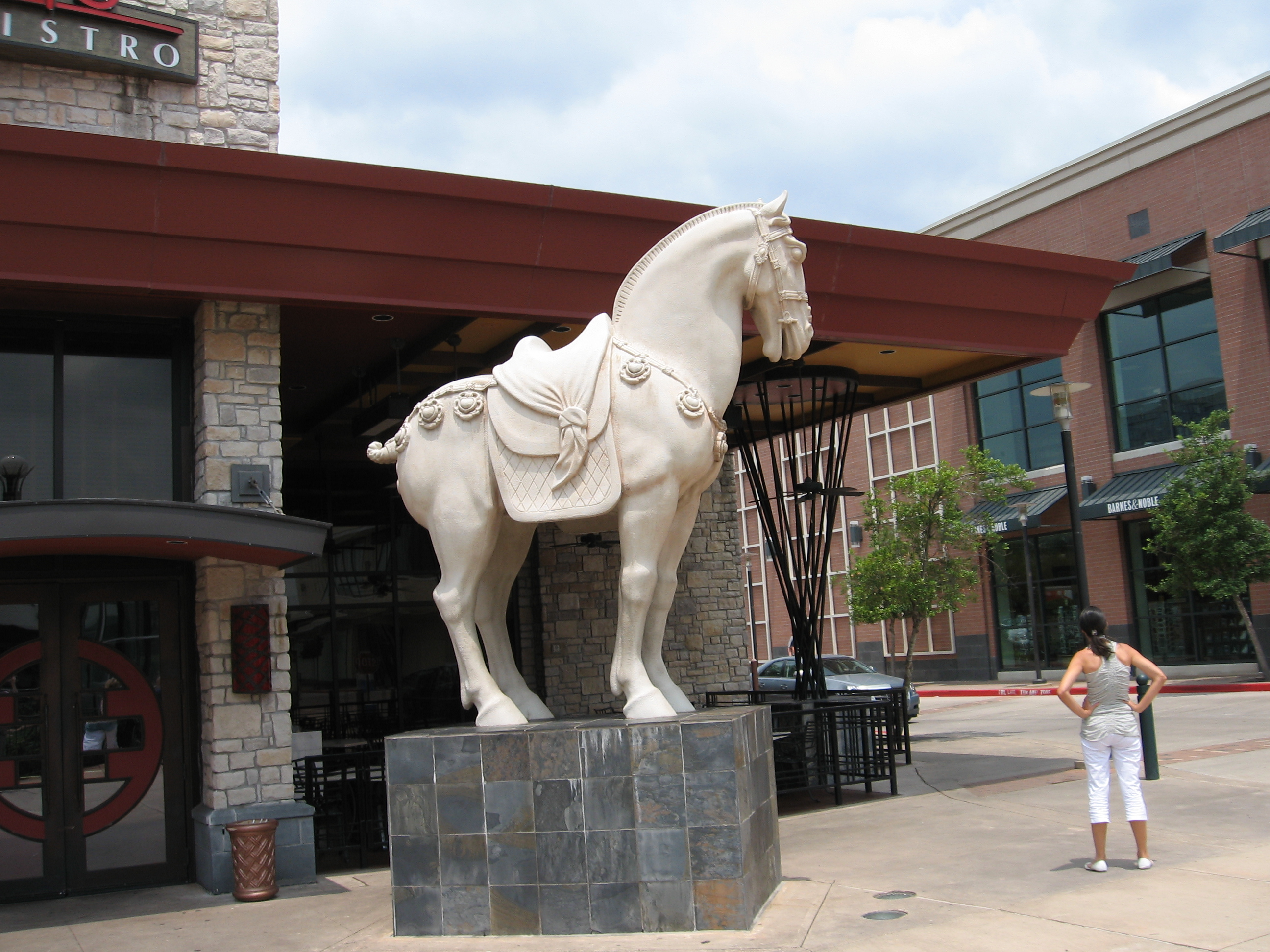
P・F・チャンのチャイナ・ビストロ、ザ・ウッドランズ・モールの外にある

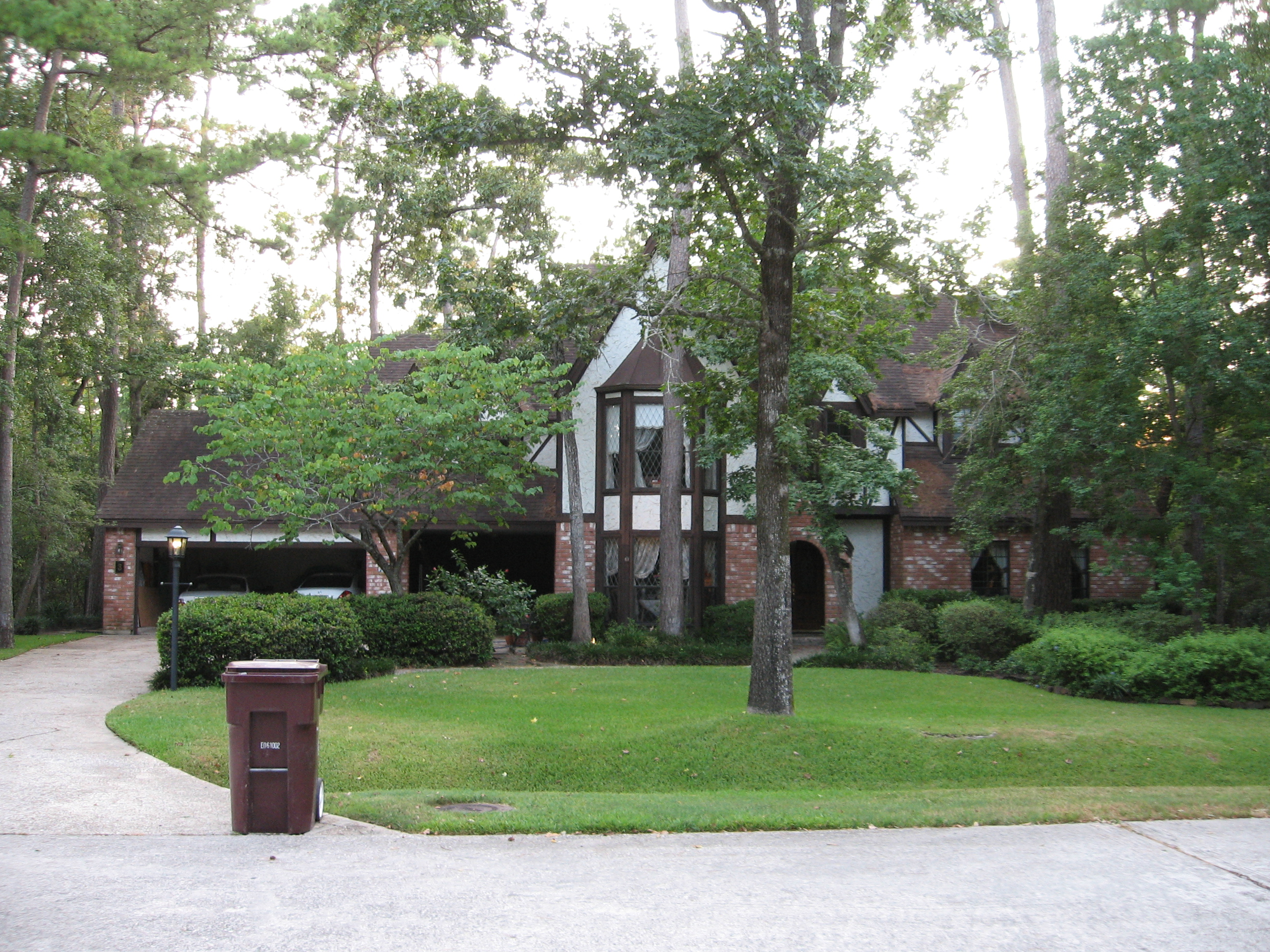
ザ・ウッドランズの家屋

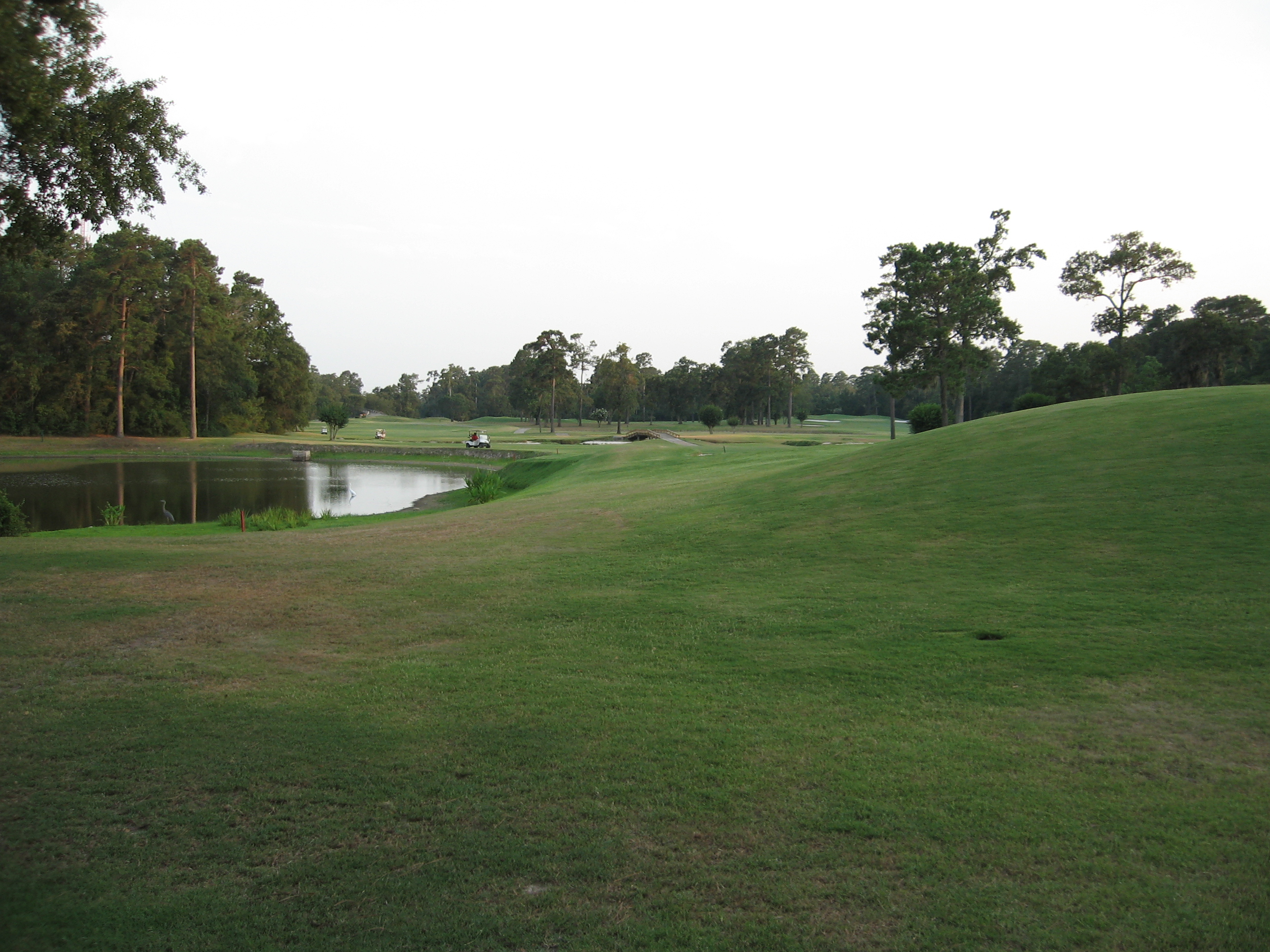
ゴルフコース

ザ・ウッドランズ（英: The Woodlands、通常定冠詞"The"付きで呼ばれる）は、アメリカ合衆国テキサス州南東部、モンゴメリー郡とハリス郡にまたがり、ヒューストン・ザ・ウッドランズ・シュガーランド大都市圏に属する国勢調査指定地域（CDP）であり、計画都市である。ウッドランズ開発会社に拠れば、2014年の推計人口は107,769人となっている。2000年国勢調査時点の55,649人と比較すれば68.6%の増加である。
ヒューストン市から州間高速道路45号線沿いに北へ45キロメートルにある。郊外開発地とベッドタウンとして始まったが、企業も誘致してきており、その中にはシェブロン・フィリップス、アナダーコ・ペトローリアム・コーポレーション、ハンツマン、ウッドフォレスト・ナショナル・バンク、ベイカー・ヒューズ、CB&I、マッケソン・コーポレーション、ヒューイット・アソシエイツ、メルスク・ライン、サフマリーンがある。1994年には都市土地研究所から特別優秀賞を受賞した。

## 歴史
ザ・ウッドランズの町は1974年にジョージ・P・ミッチェルによって開かれ、ミッチェル・エナジー・アンド・ディベロプメントの外部機関としてザ・ウッドランズ・コーポレーションが管理していた。ミッチェルは石油業界の事業家であり、会議場、ホテル、オフィスパーク、小売りモール、学校、大型物流センターを計画し設立した。家屋は手ごろな価格のものから高級で大きなものまである。「ヒューストン・ビジネス・ジャーナル」のビル・シャドワルドは「遠くまで広がった郊外の生活の質を探している都会ずれしたやつを惹き付ける」ためにミッチェルが開発を望んだと言っていた。シャドワルドは、連邦予算で手当てされた新しい町の計画は「成功率が低く」、ザ・ウッドランズが成功するか疑わしいと、地元情報源が語っていたとも言っていた。
ザ・ウッドランズ・コーポレーションは1997年7月31日に、モルガン・スタンレーとクレセント・リアルエステイト・エクィティの間の共同経営体に買収された。2003年12月、ラウズ・カンパニーがクレセントの株式を取得し、さらにラウズは2004年11月12日にジェネラル・グロース・プロパティーズに買収された。2011年、ザ・ウッドランズはハワード・ヒューズ開発会社に売却された。
この土地は以前に、グローガン・コクラン製材会社が所有しており、グローガンズミルとコクランズクロッシングの地区が「村」と呼んでいた。当初の計画は、例えばメリーランド州コロンビア、カリフォルニア州アービンランチ、バージニア州レストンなどその時代に評価の高かった新都市のコンセプトの多くを使用し、またその際委託されていた設計コンサルタントが担当した。当初の開発計画は、もっとも優れたランドスケープアーキテクトで、教師、また環境方面に多数の影響を与えた著書『デザイン・ウィズ・ネイチャー』の著者でもあったイアン・マクハーグが提案した環境デザインの原則を取り込んでいた。
多くの企業が移ってきたので、住宅地としても商業地としても成長を続けた。シェブロン・フィリップスに加えて、ハンツマン、アナダーコ、ヒューイット・アソシエイツ、レキシコン・ファーマシューティカルズ、メルスク・シーランド、シカゴ・ブリッジ・アンド・アイアン、ウッドフォレスト・ナショナル・バンクが操業を開始した。タウンセンターにはショッピングと飲食の施設、サンアントニオ・リバーウォークに似た水路があり、「ウォーターウェイ・クルーザーズ」と呼ばれる水上タクシーは快適さを増すために閉じられ冷房された。
2008年9月13日、ハリケーン・アイクのために大きな被害を受けた。風速85マイル/h (38 m/s) の風が数多い樹木、電線、看板を倒し、特にシンシア・ウッズ・ミッチェル・パビリオンの被害が大きかった。このハリケーンは1983年のハリケーン・アリシア以来の、地域に直接影響したハリケーンとなった。
2011年夏はテキサス州全体で前例の無いような干ばつとなり、多くの樹木が枯れ、切り倒す必要が生じたので、その作業は2012年まで掛かった。
2011年、シャドワルドは、「今明白に、ザ・ウッドランズにはまったき未来がある。ファーストコロニーとザ・ウッドランズの間のどこかで、ビジョンを描ける不動産開発業者が懐疑的な不動産記者よりも、裕福さに行き着ける可能性が高い理由を理解できた」と語っていた。
2012年、アメリカ合衆国国勢調査局がザ・ウッドランズとコンローの周辺地域を、「大型都市化移行地域」と指定した。この定義では人口が20万人以上あり、連邦政府の交通予算を受ける資格があることになった。

### 法人化
ザ・ウッドランズに対するミッチェルの当初の計画はヒューストン市に併合されることだった。2000年代半ば、その10年ほど前にキングウッド開発地で起きたそのような併合を怖れる住民がいた。それに対抗するために独立した市を作る動きが始まった。しかし、独立市政府を作ることはテキサス州とヒューストン市の承認を必要とした。ヒューストン市はこの地域に対する域外管轄権を維持している。
2007年、ザ・ウッドランズを代表する2人の州議会議員、トミー・ウィリアムズ上院議員とロバート・アイスラー下院議員が、州議会で2つの法案を提出し、成立させた。下院の法は、現存改良地区の拡張と、消費税の徴収を認める住民投票を行うことであり、上院の法は政府間の地域協定を作ることを認める者だった。これら法の成立により、ザ・ウッドランズは法人化する可能性が出てきた。

## 地理

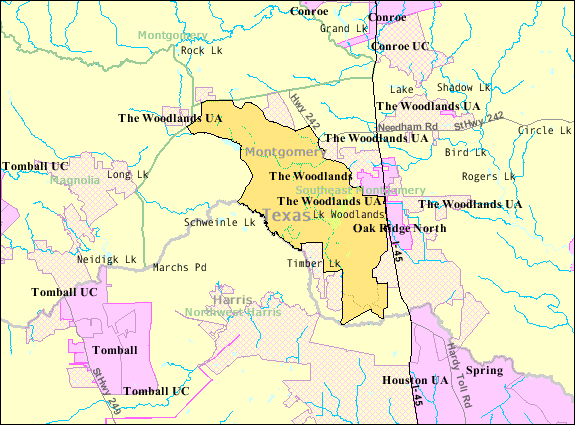
ザ・ウッドランズCDPの地図、2000年国勢調査時点

ザ・ウッドランズは主にモンゴメリー郡内にあり、小部分がハリス郡に入っている。アメリカ合衆国国勢調査局に拠れば、CDP全面積は43.9平方マイル (113.6 km2)であり、このうち陸地43.3平方マイル (112.1 km2)、水域は0.58平方マイル (1.5 km2)で水域率は1.32%である。
森の深い地域にあり、日陰や装飾用に多くの木を残している。地形は実質的に平坦であり、スプリング・クリークとフリントリッジ・ドライブの間では、例外的に標高が125フィート (38 m) から175フィート (53 m) まで変化する。

## 気候
温暖湿潤気候帯にある。冬の日中の最高気温は60°F (15 ℃)、最低気温は40°F (4 ℃)、夏の最高気温は94°F (34 ℃)、最低気温は72°F (22 ℃) である。

## 人口動態
2010年時点で、人口は93,847 人だった。人種構成は、白人 90.8%、黒人 2.3%、インディアン 0.3%、アジア人 4.9%、太平洋諸島系 0.1%、その他 0.2%、混血 1.5%、ヒスパニック系 12.3% だった。
以下は2000年国勢調査による人口統計データである。
| 基礎データ - 人口: 55,649 人 - 世帯数: 19,881 世帯 - 家族数: 15,546 家族 - 人口密度: 900.5人/km2（2,328.4 人/mi2） - 住居数: 21,014 軒 - 住居密度: 346.6軒/km2（897.7 軒/mi2） 人種別人口構成 - 白人: 92.36% - アフリカン・アメリカン: 1.75% - ネイティブ・アメリカン: 0.29% - アジア人: 2.80% - 太平洋諸島系: 0.05% - その他の人種: 1.43% - 混血: 1.32% - ヒスパニック・ラテン系: 28% 年齢別人口構成 - 18歳未満: 31.8% - 18-24歳: 5.0% - 25-44歳: 30.5% - 45-64歳: 25.1% - 65歳以上: 7.6% - 年齢の中央値: 37歳 - 性比（女性100人あたり男性の人口） - 総人口: 92.9 - 18歳以上: 88.5 | 世帯と家族（対世帯数） - 18歳未満の子供がいる: 47.1% - 結婚・同居している夫婦: 69.2% - 未婚・離婚・死別女性が世帯主: 7.2% - 非家族世帯: 21.8% - 単身世帯: 19.1% - 65歳以上の老人1人暮らし: 7.3% - 平均構成人数 - 世帯: 2.78人 - 家族: 3.21人 収入と家計 - 収入の中央値 - 世帯: 85,253米ドル（2007年推計では94,626ドル） - 家族: 98,675米ドル（2007年推計では113,243ドル） - 性別 - 男性: 78,642米ドル - 女性: 38,505米ドル - 人口1人あたり収入: 37,724米ドル - 貧困線以下 - 対人口: 4.2% - 対家族数: 3.0% - 18歳未満: 4.0% - 65歳以上: 10.6% |

## 経済

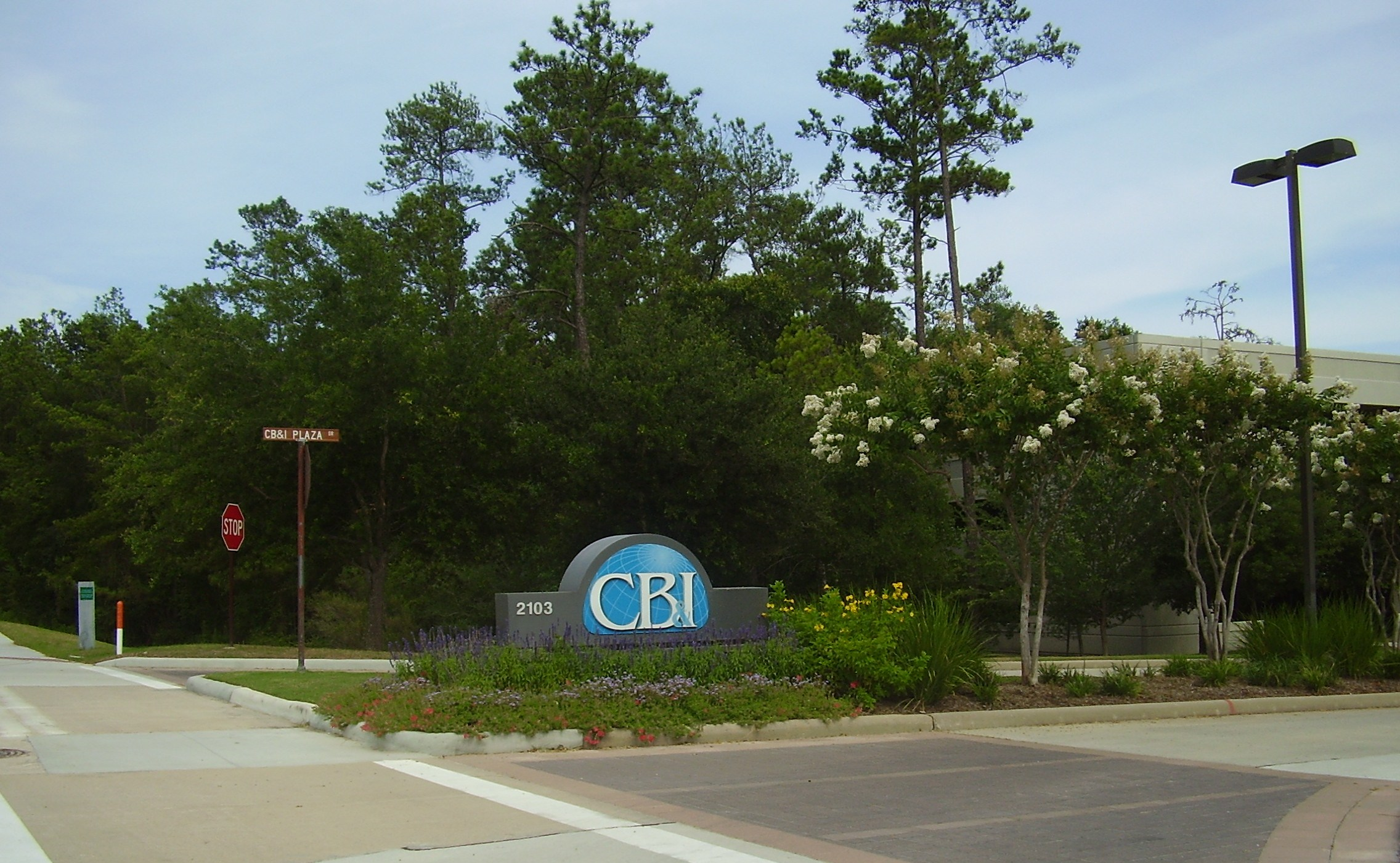
CB&I管理本部

2000年までに、かなりの量の企業オフィス空間が建設中だった。ヒューストン大都市圏で建設中のオフィス空間480万平方フィート (450,000 m2) のうち、3分の1以上がザ・ウッドランズにあった。
アナダーコ・ペトローリアム・コーポレーションがその本社をザ・ウッドランズに置いている。1999年2月11日、アナダーコはザ・ウッドランズ土地会社から7.5エーカー (30,000 m2) の土地を購入すると発表した。ここに80万平方フィート (74,000 m2)、32階建ての本社ビルを建設し、2002年半ばのオープンを目指すとしていた。2000年時点では、アナダーコのビルがザ・ウッドランズ最大の事務所ビルプロジェクトだった。

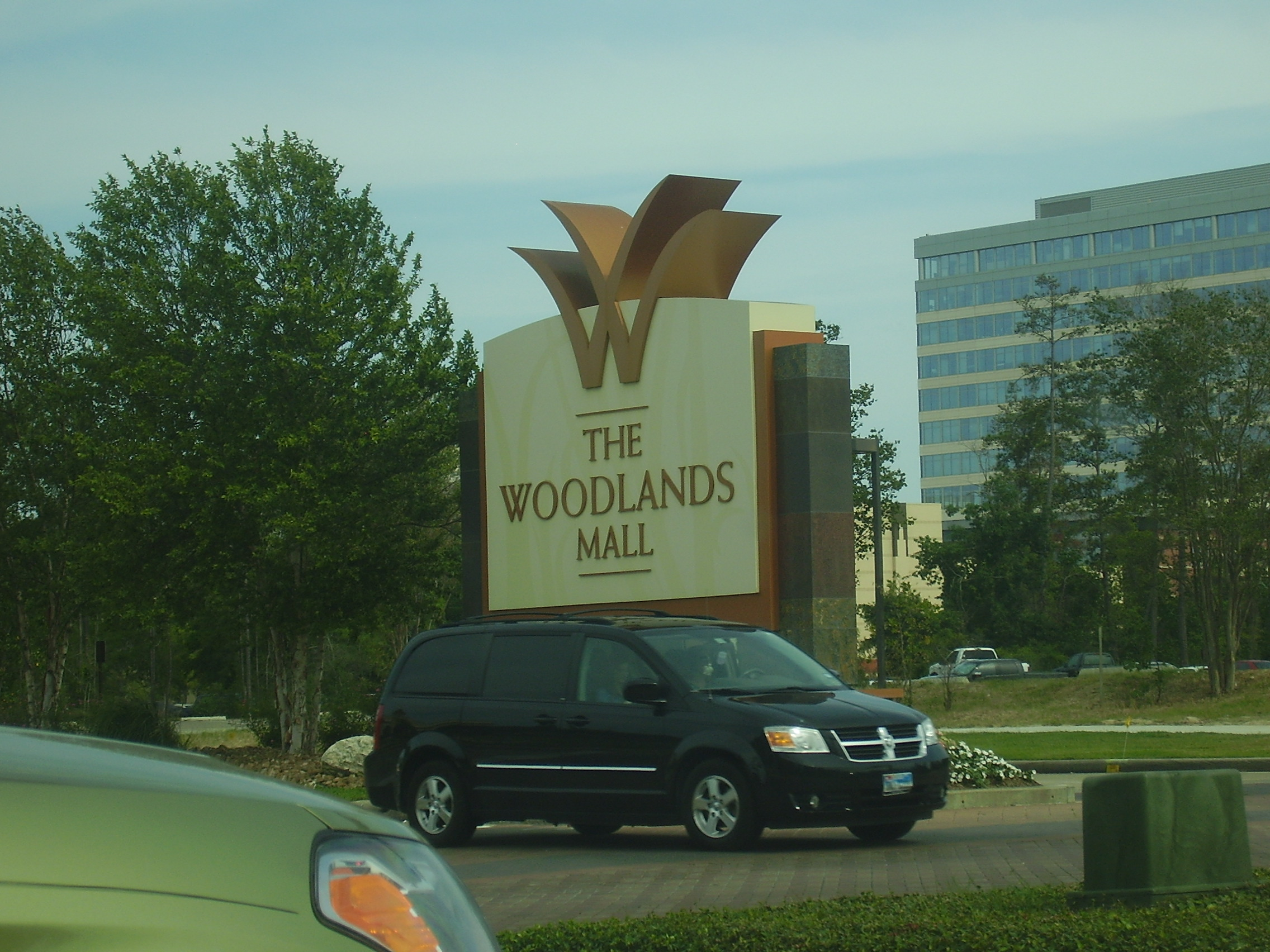
ザ・ウッドランズ・モール

2012年1月、アナダーコは同じ敷地に31階建ての姉妹棟を建設すると発表したが、その10階部分は駐車スペースとされた。プレスレリースに拠れば、整地が既に始まっており、建設は2014年に完工することになっている。このビルはウッドロック・フォレスト・ドライブとレイク・ロビンス・ドライブの角に立ち、姉妹棟と共にモンゴメリー郡内、およびヒューストンとダラスの間では最も高いビルになる。
シカゴ・ブリッジ・アンド・アイアンの世界規模管理事務所がザ・ウッドランズにある。
2000年、メルスク・シーランドの床面積10万平方フィート (9,300 m2) のビル建設工事が始まった。
2011年、エクソンモービルが、ハーディ有料道路と州間高速道路45号線交差点近くの385エーカー (1.54 km2) の土地に新しい施設を建設する計画を発表した。そこはヒューストン域外管轄権の中にあり、ヒューストン市に併合される可能性がある。ヒューストン地域の約1万人の従業員が2014年に始まる敷地に移転し、2015年までに全体が運営されるようになる。
ザ・ウッドランズに本拠を置くその他の企業としては、ウッドフォレスト・ナショナル・バンク、レキシコン・ファーマシューティカルズ、マッケソン・コーポレーション、テトラ・テクノロジーズ、クローガー・テキサスなどがある。
メキシコで犯罪率が増加したことを嫌って、ザ・ウッドランズに移ってきた多くの裕福なメキシコ人が、ザ・ウッドランズで事業を始めてきた。

## 政府機関とインフラ

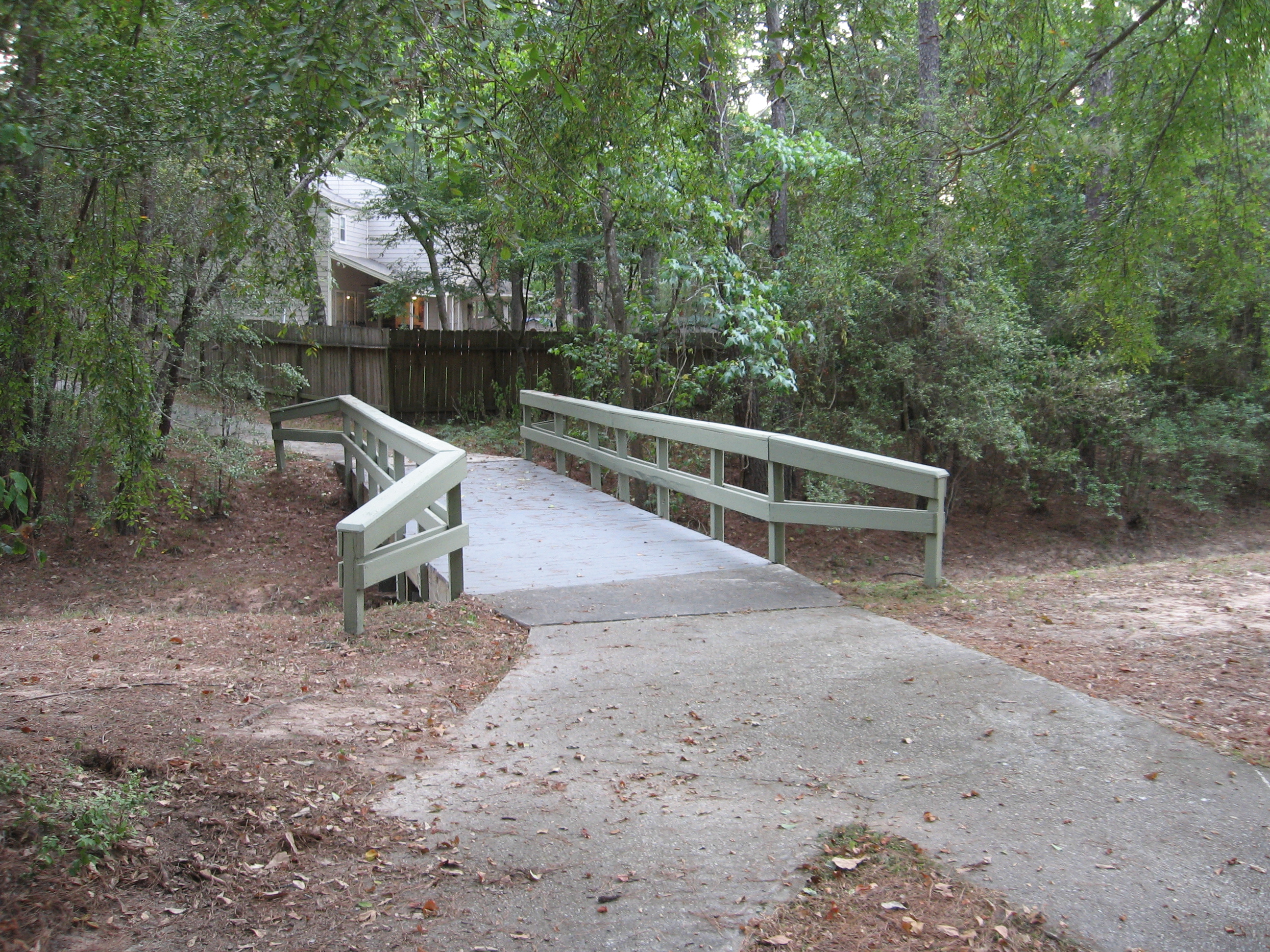
ザ・ウッドランズの橋

アメリカ合衆国郵便公社の郵便局はパインクロフト・ドライブ9450のザ・ウッドランズ郵便局と、ゴスリング道路10800のパンサー・クリーク郵便局がある。
モンゴメリー郡内の警察はモンゴメリー郡保安官事務所とテキサス・ハイウェイ・パトロールが担当している。ハリス郡の部分はハリス郡警察区が担当する。
ザ・ウッドランズ・タウンシップは1993年にテキサス州第73議会で創設された特殊用途区である。7人の委員による政策委員会が統治し、委員はCDP全域を選挙区に住民の直接選挙で選ばれる。任期は2年間であり、毎年半数が改選される。ザ・ウッドランズは市でも伝統的なタウンシップでもないが、ゴミ収集や公園とレクリエーション、盟約の強制、消防救急サービス、町並みの美化、経済開発、警察と安全保障など限られた自治体政府サービスを行っている。タウンシップ事務所はテクノロジー・フォレスト・ブールバード2801にある。

## 文化と娯楽

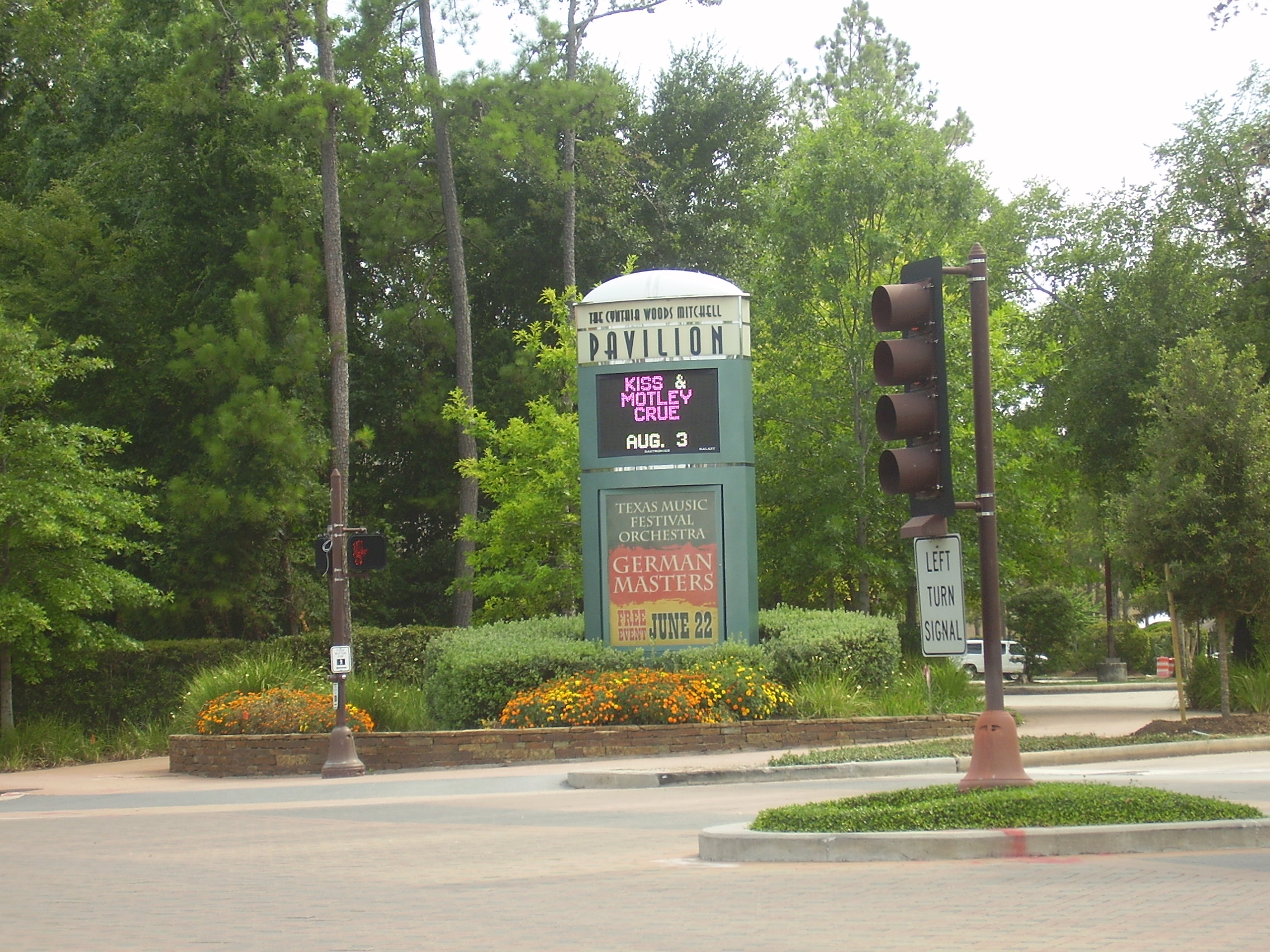
シンシア・ウッズ・ミッチェル・パビリオン

ザ・ウッドランズの町には、2つの映画館、150以上のレストラン、公共の水路、音楽に合わせてダンスする滝、シンシア・ウッズ・ミッチェル・パビリオン、ヒューストン交響楽団の夏の家など多くの娯楽のための会場がある。ロックバンドからクラシックまで多くの機会がある。ザ・ウッドランズ・ウォーターウェイは半マイル (800 m) 以上の長さがあり、ザ・ウッドランズ・モールからウッドランズ湖を回り、両側には広く照明される歩道があり、水上タクシーもある。その他の見どころとしては、古いスタイルの「メインストリート」歩行者ショッピング地区であるマーケット通りがあり、映画館や様々な店舗とレストランがある。ザ・ウッドランズ・モールはウォーターウェイに接し、マーケット通りにも接している。これらを合わせて歩行者に優しいショッピング地区を作っている。ザ・ウッドランズの「村」のそれぞれが、食料品店、銀行、ガソリンスタンド、レストランなどを核にするショッピングセンターを持っている。
トレイシー・ティーガンによる小説『Absolutely Unforgivable』では、ザ・ウッドランズが舞台になった。

### 宗教
2011年時点で、住民の過半数がキリスト教徒である。
2011年、ヒンドゥー教徒は350家族いた。2011年までの15年間で300%増加しており、「ヒューストン・クロニクル」のケイト・シェルナットは、ヒンドゥー教指導者の話として、毎年20ないし25家族増え続けているとしている。
ヒューストン大都市圏北部で唯一のヒンドゥー教寺院であるザ・ウッドランズ・ヒンドゥー寺院は2010年に開設された。建設費は300万ドル、ザ・ウッドランズ・パークウェイ沿いの8エーカー (32,000 m2) の土地に10,000平方フィート (930 m2) の石造りの建物となった。ザ・ウッドランズ、コンロー、スプリング、トムボール、ハリス郡北部に住むヒンドゥー教徒のためとしている。計画、資金集め、建設に6年間を要した。この寺院が建設される以前、地域の住人はペアランドやシュガーランドにある寺院まで、片道1時間半を通う必要があった。この他テキサス州道242号線沿い、ノースウェイ・ドライブにあるチャーダム・ヒンドゥー寺院は、スリア・サフーによって設立された。地域住民はその建設で、森林保護、交通、騒音公害、照明について心配してきた。

## 教育

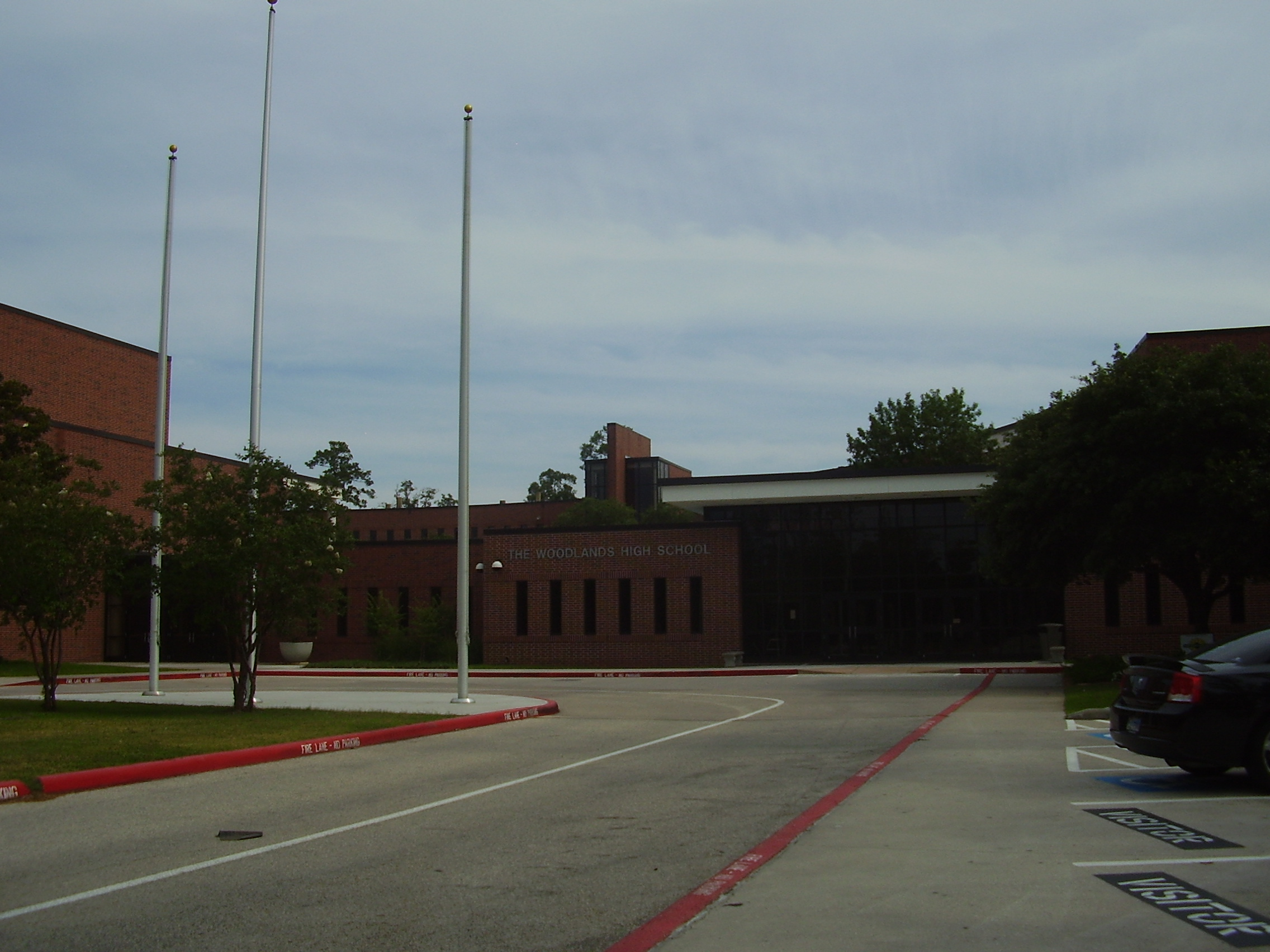
ザ・ウッドランズ高校

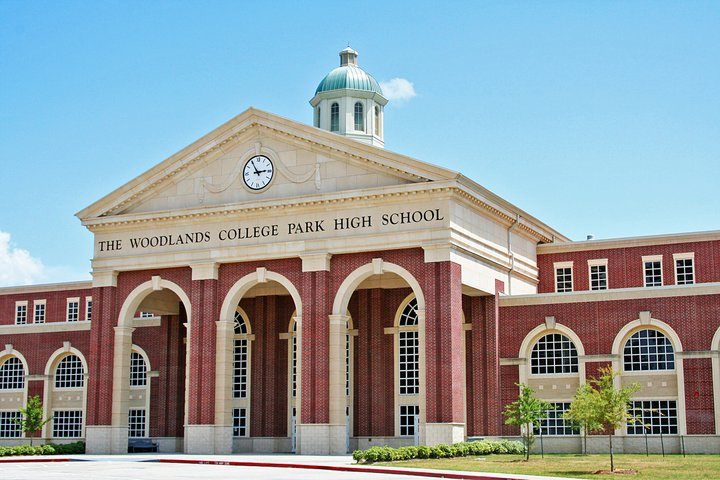
ザ・ウッドランズ・カレッジパーク高校

モンゴメリー郡内の児童生徒はコンロー独立教育学区の学校に通っている。スターリングリッジ・ビレッジにあるメイバレー地区の児童生徒はマグノリア独立教育学区の学校に通っている。ハリス郡内にあるクリークサイドパーク・ビレッジの児童生徒はトムボール独立教育学区の学校に通っている。モンゴメリー郡記念図書館システムがザ・ウッドランズの中で2つの支所を運営している。すなわち、南支所と、ジョージ・アンド・シンシア・ウッズ・ミッチェル図書館である。大半の学校は州内で最高ランクである模範校になっている。一般知識の習得度合いを確認し、次の学年への進級を判断するためにSTAAR試験が行われている。

### 初等中等教育

#### 公立学校
ザ・ウッドランズ高校はモンゴメリー郡内にあるザ・ウッドランズ西部が対象である。コンロー独立教育学区の学校である。「ニューズウィーク」の2012年全米高校ランキングで626位だった。
ザ・ウッドランズ・カレッジパーク高校は2005年開校であり、ザ・ウッドランズ東部が対象である。「ニューズウィーク」のランキングでは382位だった。マグノリア高校はメイバレーを、トムボール高校はハリス郡内を対象にしている。
ジュニア・ハイスクール
- モンゴメリー郡: ノックス、マッカルー、ベアブランチ各ジュニア・ハイスクール
- ハリス郡: トムボール・ジュニア・ハイスクール

#### 私立学校
- ジョン・クーパー学校
- ザ・ウッドランズ準備学校
- ザ・ウッドランズ・クリスチャン・アカデミー
- センター・フォー・ティーチング・アンド・ラーニング

### 高等教育機関

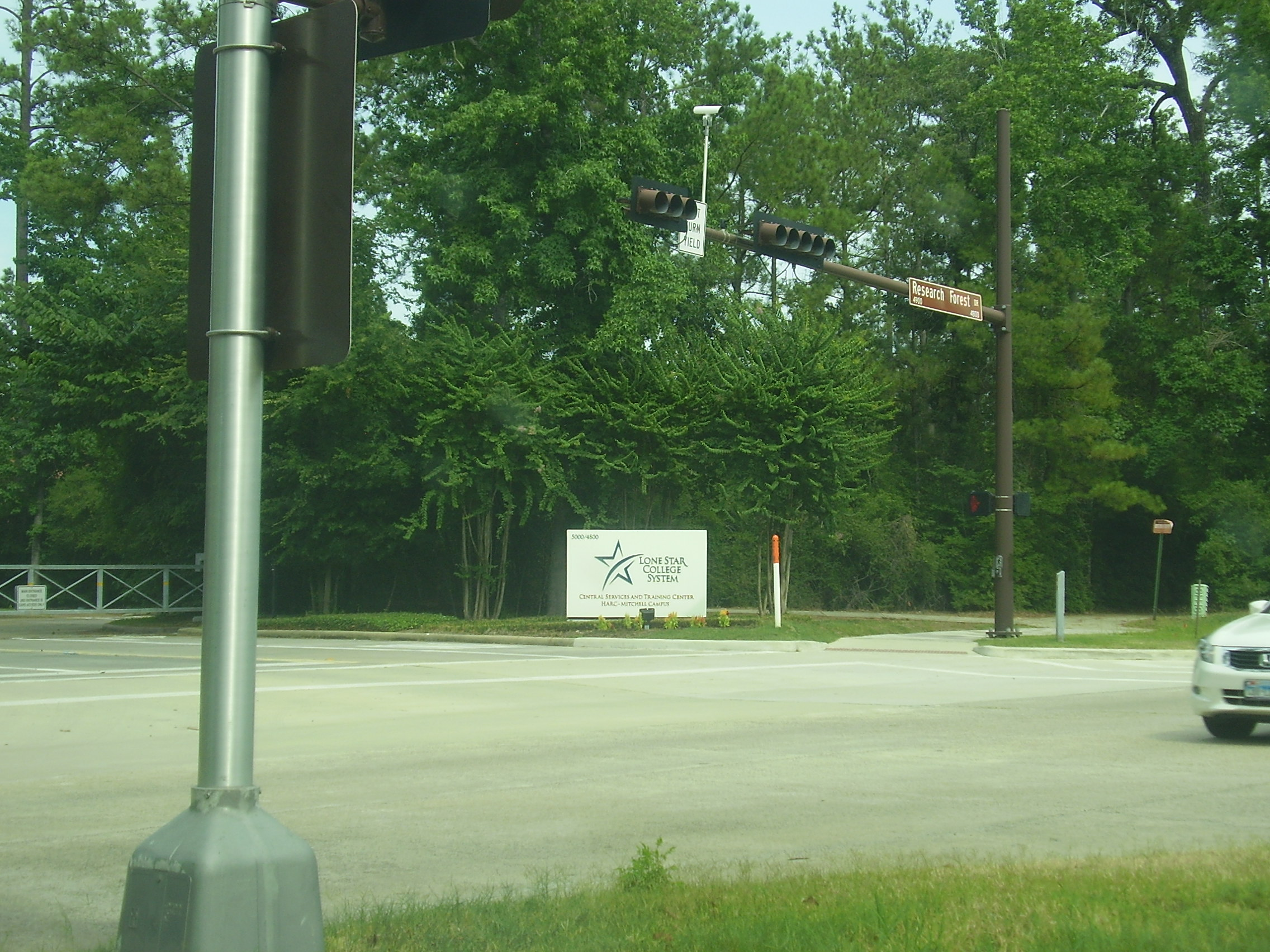
ローンスター・カレッジ本部

ローンスター・カレッジ（元々はノース・ハリス・モンゴメリー・コミュニティカレッジ地区）とサム・ヒューストン州立大学ザ・ウッドランズ校がザ・ウッドランズ地区を対象にしている。1991年にコンロー独立教育学区がこのコミュニティカレッジ地区に加わり、トムボール独立教育学区も1982年に加わった。ローンスター・カレッジ・システムの本郡はザ・ウッドランズの中と、モンゴメリー郡内未編入領域にある。この地区は2003年3月17日に現在の場所に移転した。
アワーレディ・オブ・ザ・レイク大学はサンアントニオを本拠とする私立非営利大学であり、2011年にヒューストン・キャンパスをザ・ウッドランズに移転した。

## 地区
ザ・ウッドランズの中は「村」に分割され、さらに「地区」に小分けされている。
- グローガンズミル村: タウンセンターに近い最初にできた地区。元のグローガン・コクラン製材会社から名付けられた（1974年開設）
- グローガンズポイント – グローガンズミル内の私有地。大きな区画（0.75エーカー、3,000 m2) が多い
- タウンセンター: やはりグローガンズミル内の主に商業地区。マーケット通り、ウォーターウェイ地区、ザ・ウッドランズ・モール、シンシア・ウッズ・ミッチェル・パビリオン、ホテルと会議場（元のメトロセンター）がある
- パンサークリーク村: 2番目の地区、ウッドランズ湖西岸に接する（1976年開設）
- コクランズクロッシング村: ザ・ウッドランズ高校がある。元のグローガン・コクラン製材会社から名付けられた（1983年開設）
- インディアンスプリングス村: 最小の村、スプリング・クリークの北にある。ジョン・クーパー学校がある。公立学校の内唯一の村。開発中にビダイ族インディアンの人工物が見つかったことから名付けられた（1984年開設）
- アルデンブリッジ村: 町の北西隅にある。農場市場直結道路2978号線が西に、同1488号線とジョーンズ州有林が北にある（1993年開設）
- カレッジパーク村: ローンスター・カレッジとサム・ヒューストン州立大学ザ・ウッドランズ校がある。州道242号線周辺と、州間高速道路45号線の東にあるハーパーズランディング地区を含む（1995年開設）
- スターリングリッジ村: ザ・ウッドランズ高校9年生のキャンパスがある。カールトン・ウッズのゲイテッド・コミュニティがある。（2000年開設）
- クリークサイドパーク村: ハリス郡でザ・ウッドランズ開発会社が請け負う新しい村。カールトン・ウッズ・クリークサイドのゲイテッド・コミュニティで5,516戸の一戸建て住宅、541戸の55歳以上住宅、738戸の多世代住宅、298戸の注文建築住宅が計画されている（2007年開設）

## 著名な出身者
- エイドリアン・ピーターソン、NFL選手、ミネソタ・バイキングス
- ウィン・バトラー、グラミー賞を獲得したカナダのインディロックバンド「アーケイド・ファイア」の創設メンバー[40]
- カミリオネア、ラッパー、歌手、CEO、慈善事業家
- ダグ・ドレイベック、メジャーリーグベースボール選手、1990年にサイ・ヤング賞を受賞
- カイル・ドレイベック、メジャーリーグベースボール選手、トロント・ブルージェイズ、ダグ・ドレイベックの息子
- ポール・ゴールドシュミット、メジャーリーグベースボール選手、アリゾナ・ダイヤモンドバックス、カイル・ドレイベックとは高校のチームメイト
- ジェイムソン・タイヨン、プロ野球選手、2010年のドラフトでピッツバーグ・パイレーツから全体2位指名
- トリー・ウィルソン、女子プロレスラー、モデル
- ステイシー・ルイス、女子プロゴルファー
- チャド・ヘドリック、スピードスケート選手、冬のオリンピックで5つのメダルを獲得